# KL-Bulldog
De KL-Bulldog is een type tractor.
De Lanz Bulldog type D9506 werd in Australië nagemaakt door de Kelly and Lewis Company. Deze firma was sinds 1930 importeur van Lanz. Vanwege het feit dat tijdens de Tweede Wereldoorlog de handel behoorlijk in elkaar was gezakt, besloten ze om een eigen versie van de 40 pk sterke Lanz Bulldog te maken. Hiervoor zetten ze een fabriek op in Springvale (Victoria). 
De tractor was, op een paar visuele details na, volledig identiek aan de Lanz Bulldog D9506. In 1949 rolde de eerste KL-Bulldog van de band en dit ging door tot 1954. Rond deze tijd produceerde Lanz namelijk een verbeterde versie van de tractor waardoor het behoorlijk moeilijk werd voor de Kelly and Lewis Company om hun voorraad te verkopen. De KL-Bulldog tractor was gemakkelijk te herkennen aan zijn dieprode kleur. Ook deze tractoren waren (net als de Lanz Bulldog) kwalitatief goed en betrouwbaar. In totaal zijn er zo'n 900 KL-Bulldog tractoren geproduceerd voor de Australische markt. Tegenwoordig zijn deze Tractoren niet alleen meer te vinden in Australië  omdat deze gewild zijn bij verzamelaars in het buitenland die de tractoren restaureren voor hun verzamelingen.  